# Mouvements des malades
Les mouvements des malades émergent à la fin du XXe siècle, notamment avec l'épidémie de sida. Ils désignent l'action d'individus malades sur les dispositifs sociaux, institutionnels, politiques et matériels de santé publique expérimentée sous diverses formes, notamment en résistance à celle que lesdits dispositifs impriment sur leur vécu social, émotionnel, voire communautaire. Ils permettent alors d'accentuer, à leur manière, certains rapports entre savoir et pouvoir qui peuvent toujours s'instaurer dans un domaine où la vie et la mort, la santé et la souffrance, la liberté et la dépendance sont continuellement en jeu.

## Description
Les préoccupations centrales des mouvements de malades tournent autour de la question de la place de l'usager de la santé dans la production des connaissances sur la maladie qui le touche (y compris la dimension nosologique), et de la défense de ses droits. Par là, c'est tout autant les justifications évoquées par le système de soin et la recherche biomédicale, les exclusions qu'ils sont susceptibles d'opérer (comme dans le cas de certaines maladies orphelines), leurs mises en œuvre pratiques (la réduction des risques en matière de toxicomanie par exemple) et leurs potentiels « ratés », ou leurs interactions avec le marché (l'industrie pharmaceutique ) ou l'État (l'assurance maladie) qui sont pointées du doigt.
Les mouvements de malades ont adopté plusieurs modes d'action qui vont du soutien des patients dans leur quotidien à l'organisation des investissements dans la recherche, en passant par la participation à l'élaboration des protocoles des « essais thérapeutiques » (étape réglementée de la recherche médicale au cours de laquelle les médicaments sont testés sur les malades) ou encore, plus généralement, l'autoformation. La « démocratie sanitaire » dont les mouvements de malades sont une part constituante se règle sur une circulation de l'information médicale à double sens : des scientifiques et médecins aux malades comme vulgarisation de cette information, et des malades aux scientifiques et médecins comme « sensibilisation » aux problèmes rencontrés sur le « terrain ».
Les avancées thérapeutiques d'un côté et, de l'autre, la prévalence de la dimension mondiale des problèmes sanitaires et environnementaux et, dans le même ordre de mutation, la complexification et la diversification des instances gouvernementales de régulation de la santé publique ont entraîné une spécialisation accrue des compétences des acteurs de ces mouvements. Cependant la motivation reste la même : ne plus accepter que « l'on sache » mais que l'on reste impuissant face aux conséquences prévisibles de ce que l'on sait.

## Nouveau militantisme

### Affiliations théoriques
Le thème de la santé, pour ce qui est de la France, a fait l'objet d'approches philosophiques et sociologiques critiques ayant obtenu une certaine audience dans les années 1970, d'Ivan Illich (Némésis médicale, 1975) à André Gorz (Écologie et Politique, 1978) en passant par Erving Goffman (Asiles, 1968 ; Stigmates, 1975), Robert Castel (L'ordre psychiatrique, 1977) ou encore Michel Foucault (Histoire de la folie à l'âge classique, 1972), notamment à travers leur critique de l'enfermement psychiatrique, qui alimenta en partie le mouvement de l'antipsychiatrie. Dans le même temps la Grande-Bretagne et les États-Unis voient l'émergence des premiers mouvements de personnes handicapées.

### Lutte notable
Pour autant, les mouvements de malades ne se revendiquent pas systématiquement d'une doctrine politique prédonnée ou généralisante. Ils peuvent apparaître comme des réponses pragmatiques à des situations de « crise », de mépris social et d’injustice, et mobiliser une éthique de la sollicitude, comme dans les années les plus meurtrières de l'épidémie de sida : 

« La honte de rater une mort est peut-être encore plus douloureuse que la fin inéluctable annoncée. C'est un défi qui nous est lancé à la face et rares sont ceux qui savent trouver les mots et les gestes qui prouvent qu'ils sont vraiment humains. »

— Didier Lestrade, Act Up, une histoire, Denoël, 2000, p. 317
Pour l'exemple, l'originalité d'un mouvement comme Act Up (aux États-Unis, puis en France) a été, par un mode d'action spectaculaire et inventif, de parvenir à politiser un événement engageant la vie et la mort d'individus, quand l'épidémie de sida est devenue une évidence.
Il n'allait pas de soi de politiser une épidémie. En effet, si le militantisme anti-sida renvoie à une série de déplacements qui s'étaient au cours des années 1970 inscrits dans l'histoire occidentale (de la cause à l’identité, de la révolution au corps, autant de « points de capiton » où se croisaient des stratégies politiques divergentes qui cherchaient alors leur langage), peu d’acquis des mouvements sociaux de cette époque furent transférables dans l’invention de la réponse à l’événement radicalement nouveau qu’était le sida, qui prenait à revers les discours et les effets de la libération sexuelle. La nouveauté tint ici, selon Daniel Defert (fondateur de la première association française de lutte contre le sida, AIDES), dans « un militantisme découpé par un virus plus que par une cause, une scène sociale que bornent d’abord famille et institution médicale, la découverte de l’émotionnel et du ressenti dans l’inscription sociale, la prise de parole sur soi dans l’espace public alors que le soi est souvent indicible dans un champ d’interdits et de normes ». Aussi bien, à moins de sombrer dans une sordide théorie du complot, la politisation ne pouvait-elle pas consister en une accusation portée contre un pouvoir supposé être responsable de la maladie comme telle. Ce qui a été vecteur de politisation fut le fait que la maladie a tout de suite atteint des personnes aux pratiques sexuelles minoritaires et diffamées. C'est la mise en exergue de ce fait qui éclairait la façon dont les malades étaient traités dans les hôpitaux ou tel ou tel retard dans la recherche médicale. Act Up fut donc un mouvement qui à la fois revendiquait des mesures de santé publique tout en contestant les normes sexuelles dominantes nécessairement à l'œuvre dans les politiques de santé publique.
Les associations de lutte contre le sida ont ainsi combattu pour l’abandon, dans les discours et la pratique épidémiologiques du risque sanitaire, de la notion de « populations à risque » et pour l’usage de celles de pratiques ou de situations à risque. Le poids normatif du « risque » s'illustre aujourd'hui encore dans l'association du multipartenariat sexuel au sida. Ainsi, les indicateurs qui définissent les « facteurs de risque » peuvent illustrer l'interaction entre les dispositifs de santé publique et les malades, et caractériser les premiers comme biopolitiques. Au-delà même du cas de l'épidémie de sida, « en mettant l’accent sur les individus plutôt que sur les milieux, [ils] orientent généralement l’action politique en direction de la modification des comportements individuels plutôt que de la transformation des environnements sociaux ». Aussi, l'une des divergences internes aux mouvements de malades peut concerner la pertinence d'une recherche des voies éventuelles de leur connexion à d'autres luttes sociales. Quoi qu'il en soit, ces mouvements soulèveraient au fond la revendication, nouvelle parce qu'au-delà de son aliénation par le travail, d'une émancipation du corps :

« de même qu'une expérience humaine des possibilités offertes par le développement des manufactures, des usines, des fabriques d'utilités, de choses, de produits, a pu se constituer et se ressaisir elle-même, fût-ce imparfaitement, dans le désir de la libération du travail, de même une expérience humaine des possibilités offertes par le développement des techniques, des procédés, des savoirs du vivant, peut se constituer et se ressaisir elle-même dans le désir de l'humanisation, contre la réification-sanctification de la vie. »

— Numa Murard, « La figure de l'homme en trop », Tumultes, no 25 (La fabrication de l'humain. Techniques et politiques de la vie et de la mort, 1), 2005, p. 108

## Production des connaissances en débats

### Activisme thérapeutique
Pour les articles homonymes, voir Activisme.
Le vocable d' « activisme thérapeutique » s'impose pour désigner la volonté de débattre et d'influer sur le mode de production des connaissances sur la maladie. Celui-ci peut être défini comme recouvrant la zone d'intersection et de friction entre les savoirs des malades et les cadres collectifs, publiques, qui les structurent. Dit autrement et plus précisément, les savoirs des malades se disent, au double sens du génitif :
- en tant que la conception du malade est elle-même intriquée dans une conception de la place de l'homme dans la société et dans l'environnement, puisque le malade n'est pas dans une situation expérimentale pure mais dans un milieu mental, social et environnemental dont l'activisme thérapeutique fait signe des problèmes à traiter. En effet,

« le malade peut se trouver devant de tels dilemmes et de tels conflits, que son médecin et son agir médical peuvent y être impliqués et même que toute la société se révèle si solidaire et si participante qu'elle doit délibérer sur le conflit et collaborer à sa solution. »

— Viktor von Weizsäcker, Pathosophie, Millon, 2011, p. 89
- en tant que la conception des savoirs est elle-même intriquée dans une conception de la place de l'existant (et non pas « simplement » du vivant) dans le champ médical[23], sauf à verser dans une politique de la vie pure[24], du déni de prise en compte de ce qui nourrit et contraint de tels savoirs, – qui est ce sur quoi l'activisme thérapeutique a à se positionner, en tant qu'il n’est pas porteur d’un modèle de solution, mais vecteur de production de problèmes pratiques discutables au sens concret où il s’agit de faire vivre un problème, de donner à ses dimensions multiples les moyens de se déployer et d’intéresser, de rendre discutables les choix conflictuels qui leur correspondent. En effet,

« on ne peut pas décrire correctement un être humain si on ne le décrit pas comme un être humain libre, même dans sa maladie. »

— Viktor von Weizsäcker, Pathosophie, Millon, 2011, p. 213

### Expertises profanes
La création en 1992 du TRT-5, groupe interassociatif français de malades du sida, porte ainsi la marque de la volonté d'intégrer une expertise « profane » dans le procès d'organisation de la lutte contre la maladie, s'agissant des médicaments du sida, dans la visée d'une modification institutionnelle de la tradition clinique. Le fait traduit alors la reconnaissance de l'irréductibilité des formes de connaissance, comme obstacles de fond à l'alignement des pratiques sur des protocoles conçus de « l'extérieur », celle du rôle des négociations entre les différents acteurs pour mener à bien les « essais thérapeutiques », et ce dès leur conception, et la nécessité d'intégrer rapidement dans le cours du fonctionnement les éléments qui émergent dans l'environnement de l'organisation.

### Représentation des minorités
Cette aspiration à plus de démocratie, comme on peut le voir dans d'autres luttes pour la reconnaissance, d'autres revendications de minorités, s'applique ainsi à la question de la représentation, lancinante pour les groupes d'autosupports travaillant collectivement, de manière réflexive, entre soi, l'expérience individuelle de la maladie, et se constituant en représentants des malades auprès d'autres instances (médecins, État, laboratoires pharmaceutiques) : comment ma voix individuelle peut-elle devenir commune, représentative, et comment puis-je par moments la céder, et laisser d'autres parler en mon nom ?

« le fait que différentes sortes de hiérarchies sociales s'entrecroisent et interfèrent avec la politique de l'expertise ne fait que compliquer encore l'histoire et lui ajouter un caractère poignant. Ces considérations montrent les véritables dimensions du problème : il est peu probable que les modalités de la construction du savoir scientifique puissent être substantiellement modifiées, sauf si les efforts faits en ce sens s'inscrivent dans un contexte de luttes sociales qui remettent en cause d'autres systèmes de domination bien établis. »

— Steven Epstein, La grande révolte des malades, Les Empêcheurs de penser en rond, Paris, 2001, p. 256

### Lutte contre le sida
- François Buton, « Sida et politique : saisir les formes de la lutte », Revue française de science politique, vol.55, no 5-6, 2005 (recension critique des différentes options méthodologiques et positions épistémologiques suivies par les analystes de la dimension politique de la lutte contre le sida) [lire en ligne]

En France
- Janine Barbot, Les malades en mouvements. La médecine et la science à l'épreuve du sida, Paris, Balland, coll. « Voix et regards », 2002, 307 p. (ISBN 2-7158-1399-6)[26]
- Christophe Broqua, Olivier Fillieule, « La lutte contre le sida » in Xavier Crettiez et Isabelle Sommier, La France rebelle, Paris, Michalon, coll. « Documents », 2002, 550 p. (ISBN 2-84186-178-3)
- Sébastien Dalgalarrondo, Sida : la course aux molécules, Paris, EHESS, coll. « Cas de figure », 2004, 379 p. (ISBN 2-7132-1821-7, lire en ligne)
- Nicolas Dodier, Leçons politiques de l'épidémie de sida, Paris, EHESS, coll. « Cas de figure », 2003, 359 p. (ISBN 2-7132-1814-4)
- Éric Favereau, Nos années sida. 25 ans de guerres intimes, Paris, La Découverte, coll. « Cahiers libres », 2006, 216 p. (ISBN 2-7071-4802-4)
- Didier Lestrade et Gilles Pialoux, Sida 2.0 : Regards croisés sur 30 ans d'une épidémie, Paris, Fleuve Noir, 2012, 461 p. (ISBN 978-2-265-09452-9)
- Christophe Martet, Les Combattants du sida, Paris, Flammarion, 1993, 249 p. (ISBN 2-08-066899-4)
- Patrice Pinell (éd.), Une épidémie politique. La lutte contre le sida en France (1981-1996), Paris, Presses universitaires de France, coll. « Science, histoire et société », 2002, 415 p. (ISBN 2-13-052476-1)
- Daniel Welzer-Lang, Jean-Yves Le Talec, Sylvie Tomolillo, Un mouvement gai dans la lutte contre le sida. Les Sœurs de la Perpétuelle Indulgence, Paris, L'Harmattan, coll. « Logiques sociales », 2000, 315 p. (ISBN 2-7384-9300-9, lire en ligne)

AIDES, Act Up, ARCAT-Sida
- Christophe Broqua, Agir pour ne pas mourir ! Act Up, les homosexuels et le sida, Paris, Presses de Sciences Po, coll. « Collection académique », 2005, 450 p. (ISBN 2-7246-0981-6)
- Frédéric Edelmann (éd.), Dix clefs pour comprendre l'épidémie. Dix années de lutte avec ARCAT-Sida, Paris, Le Monde éditions, 1996, 407 p. (ISBN 2-87899-142-7)
- Emmanuel Hirsch, AIDES Solidaires, Paris, Cerf, coll. « L'Histoire à vif », 1991, 710 p. (ISBN 2-204-04404-0)
- Didier Lestrade, Act Up, une histoire, Paris, Denoël, coll. « Impacts », 2000, 446 p. (ISBN 2-207-24883-6)

Aux États-Unis
- Enquêtes sociologiques
  - Gilbert Elbaz, Les différentes couleurs du sida aux États-Unis, Paris, L'Harmattan, coll. « Logiques sociales », 2004, 211 p. (ISBN 2-7475-4770-1)
  - Steven Epstein (trad. de l'anglais par François-Georges Lavacquerie), La grande révolte des malades. Histoire du sida, vol.2, Paris, Les Empêcheurs de penser en rond, 2001, 308 p. (ISBN 2-84671-005-8)
  - Guillaume Marche, « Le mouvement gai et lesbien américain face au sida », L'homme et la société, no 143-144, 2002 [lire en ligne]
- Essais
  - Leo Bersani (trad. de l'anglais par Guy Le Gaufey), Le rectum est-il une tombe ?, Paris, EPEL, coll. « Cahiers de l'Unebévue », 1998, 77 p. (ISBN 2-908855-36-4), repris dans Sexthétique  (trad. de l'anglais), Paris, EPEL, coll. « Les grands classiques de l'érotologie moderne », 2011, 230 p. (ISBN 978-2-35427-023-0)
  - (en) Douglas Crimp, Melancholia and Moralism, MIT Press, 2002
  - David Halperin (trad. Didier Eribon), Saint Foucault, Paris, EPEL, coll. « Les grands classiques de l'érotologie moderne », 1995, 160 p. (ISBN 2-908855-51-8)
  - (en) Larry Kramer, Reports from the Holocaust, Penguin, 1990
  - (en) Larry Kramer, The Tragedy Of Today's Gays, J.-P. Tracher, 2005
- Documentaire, archives
  - ACT UP Oral History Project
  - AIDS RIOT Collectifs d'artistes face au sida. New-York, 1987-1994, Magasin, 2003.
  - Philip Brooks, Chronique d'une catastrophe annoncée, Arte France/Dominant 7, 2001 (documentaire).

En Afrique
- Didier Fassin, Quand les corps se souviennent : Expériences et politiques du sida en Afrique du Sud, Paris, La Découverte, coll. « Armillaire », 2006, 440 p. (ISBN 2-7071-4807-5)
- Collectif SunAids, Remember SIDA. Témoignages de personnes vivant avec le VIH/SIDA au Cameroun, Paris, Homnisphères, 2002, 150 p. (ISBN 2-915129-00-2)
- « Sida : plein Sud », chantier du Vacarme no 19, printemps 2002 [lire en ligne]

### Autres maladies
- Vololona Rabeharisoa et Michel Callon, Le pouvoir des malades. L'AFM et la recherche, Paris, Presses de l'École des Mines, coll. « Sciences économiques et sociales », 1999, 181 p. (ISBN 2-911762-17-7, lire en ligne) : comment les malades ont su stimuler les recherches en génétique, pour les amener à un niveau international, sans jamais oublier la cause des malades.
- Vololona Rabeharisoa et Michel Callon, « La leçon d'humanité de Gino », Réseaux, no 95, 1999 [lire en ligne]

- Geneviève Barbier et Armand Farrachi, La société cancérigène : lutte-t-on vraiment contre le cancer ?, Paris, La Martinière, 2004, 190 p. (ISBN 2-84675-103-X) : sur les dimensions collectives occultées de la lutte contre le cancer.
- Patrice Pinell, Naissance d’un fléau. Histoire de la lutte contre le cancer en France (1890-1940), Paris, Métailié, coll. « Leçons de chose », 1992, 365 p. (ISBN 2-86424-132-3)
- Emmanuelle Fillion, À l'épreuve du sang contaminé : pour une sociologie des affaires médicales, Paris, Editions de l'Ecole des Hautes Etudes en Sciences Sociales, 9 mars 2009, 323 p. (ISBN 978-2-7132-2171-2)

### Autres interventions
- Anne Coppel, Peut-on civiliser les drogues ? De la guerre des drogues à la réduction des risques, Paris, La Découverte, coll. « Alternatives sociales », 2002, 380 p. (ISBN 2-7071-3624-7)
- Isabelle Stengers, « L’expert et le politique » dans Francis Caballero (éd.), Drogues et Droits de l’Homme, Le Plessis-Robinson, Les Empêcheurs de penser en rond, 1992, 153 p. (ISBN 2-908602-29-6) : sur la philosophie qui sous-tend la ré-appropriation citoyenne du débat sur les drogues.

- Philippe Pignarre, Puissance des psychotropes, pouvoir des patients, Paris, Presses universitaires de France, coll. « Science, histoire et société », 1999, 148 p. (ISBN 2-13-049854-X)
- Philippe Pignarre, Comment sauver (vraiment) la Sécu. Et si les usagers s'en mêlaient ? L'exemple des médicaments, Paris, La Découverte, coll. « Sur le vif », 2004, 121 p. (ISBN 2-7071-4267-0) : comment, à partir de l'étude des stratégies de l'industrie pharmaceutique, imaginer faire entrer les biens de santé en politique par l'entremise de pratiques coopératives du public à promouvoir.
- Virginie Tournay (dir.), La gouvernance des innovations médicales. Vers une science politique pragmatique : Les sciences historiques, les mobilisations collectives et l’action publique à l’épreuve de l’objet médical mondialisé, Paris, Presses universitaires de France, coll. « Politiques Éclatées », 2007, 344 p.

- Nicolas Dodier et Vololona Rabeharisoa, Expérience et critique du monde psy, revue Politix, no 73, mars 2006.